# Буревісник (ЦНДІ)
Центральний науково-дослідний інститут «Буревісник» — науково-дослідне підприємство оборонно-промислового комплексу Росії. Виробляє і модернізує артилерійське і мінометне озброєння, випускає продукцію цивільного призначення. Входить до складу дивізіону спецтехніки науково-виробничої корпорації «Уралвагонзавод». Розташоване в Нижньому Новгороді.

## Історія
Центральний науково-дослідний інститут «Буревісник» був створений в 1970 році на базі КБ—3 ОКБ Горьківського машинобудівного заводу як головне підприємство країни для випуску ствольного артилерійського озброєння середнього і великого калібру.
У складі ЦНДІ працювали три конструкторських відділення: корабельної; польовий; танкової і протитанкової артилерії.
Завдяки власній виробничій і випробувальній базі ЦНДІ проводив повний цикл створення озброєнь, включаючи виготовлення експериментальних і дослідних зразків, відпрацювання їх конструкції на стендах і полігоні.
У середині 1980—х років крім військових розробок почав виробляти продукцію цивільного призначення. У ЦНДІ були створені лінія з переробки картоплі, хмелезбиральний комбайн, автокран з телескопічною стрілою.
У 2005 році на базі інституту розмістилася кафедра «Артилерійське озброєння» НДТУ ім. Р.Є. Алексєєва.
У 2009 році ВАТ «ЦНДІ «Буревісник» увійшло до складу ВАТ «Науково-виробнича корпорація «Уралвагонзавод».
З 2011 року ЦНДІ «Буревісник» розробляє для платформ «Бумеранг» і «Армата» дистанційно керовані комплекси озброєння калібрів 7,62 мм, 12,7 мм і 30 мм..
Також ЦНДІ проектує перспективну самохідну артилерійську гармату великого калібру, виконує проекти в рамках держоборонзамовлення, виробляє продукцію для залізниць.
У 2012 році на ЦНДІ почалася масштабна модернізація. У найближчі роки планується будівництво двох нових експериментальних пускових комплексів для артилерійських установок на загальній площі 16 тис. кв. метрів.

## Продукція
За свою історію ЦНДІ «Буревісник» розробив близько 400 різних проектів. За них понад 100 працівників отримали ордени і медалі, 14 удостоєні звання лауреатів Державної премії та Премії Уряду Російської Федерації в галузі науки і техніки.
У ЦНДІ створено понад 60 зразків озброєння і військової техніки.
Найбільш значущі вироби:
- контрольно-перевірочні машини КПМ 1 І 41 або КПМ 1І41Е, призначені для виконання операцій технічного обслуговування, технічної, балістичної підготовки та поточного ремонту більшості  артилерійських систем і комплексів автоматизованого управління вогнем, які перебувають на озброєнні і розроблені в РФ.
- контрольно-перевірочні машини КПМ 1 І 37, КПМ 1І37Е, КПМ 1І37Е-1, КПМ 1І37Е-2 призначені для виконання операцій технічного обслуговування, технічної, балістичної підготовки та поточного ремонту танків і БМП
- артилерійські установки для корабельної артилерії АК-176 і А-190, що стали одними з найпоширеніших у світі
- 120-мм возимий міномет 2Б11
- 2К32 «Дева»
- міномет 2С12 «Сані»
- мінометний комплекс 2С12
- «безшумний» переносний міномет 2Б25 «Галл» з дальністю ураження до 1200 метрів.
Крім того, інститут випускає цивільну продукцію, в тому числі лінії по ремонту та виготовленню колісних пар вагонів; пресове обладнання; платформи для перевезення великовантажних контейнерів та сталевих труб, мобільні комплекси для ремонту вантажних вагонів.

## Показники діфяльності
У 2010 році обсяг виробництва ЦНДІ «Буревісник» вперше перевищив 1,3 млрд рублів. Виручка склала 734,45 млн руб, чистий прибуток - 17,58 млн руб.